# Гідравлічна класифікація
Гідравлічна класифікація (рос.гидравлическая классификация, англ. hydraulic classification, нім. Hydroklassierung f, Stromklassierung f) — процес розділення суміші частинок у рідині на окремі класи за швидкістю їх осідання.
При гідравлічній класифікації розділення суміші на класи відбувається згідно з закономірностями рівнопадіння.
Детальні дослідження процесу гідравлічної класифікації проводилися багатьма вченими: Ханкоком, П. В. Лященко, Б. В. Кізевальтером, М. Д. Барським, Л. Г. Подкосовим, В. А. Олевським та ін.

## Загальний опис
Гідравлічна класифікація — процес розділення суміші мінеральних зерен на класи крупності за швидкістю їхнього падіння у воді.
При гідравлічній класифікації розділення суміші на класи відбувається у відповідності з закономірностями рівнопадання. Принцип процесу гідравлічної класифікації оснований на зміні траєкторії руху зерен матеріалу, який розділяють, під впливом гравітаційних сил, сил опору середовища руху зерен та інерційних сил. Залежно від напрямку цих сил гідравлічна класифікація може здійснюватися в горизонтальних, вертикальних і криволінійних потоках.
Гідравлічна класифікація є підготовчим, допоміжним і рідше збагачувальним процесом.
Гідравлічна класифікація застосовується для розділення зерен за граничною крупністю більш 40 мкм, а знешламлювання — по зерну розміром — 10 — 70 мкм. Під граничною крупністю класифікації розуміють розмір зерен, імовірність вилучення яких у продукти розділення однакова (по 50 %). Верхня межа крупності матеріалу, що направляється на класифікацію, складає для руд не більше 6 мм, для вугілля — 13 мм.
Коефіцієнтом шкали гідравлічної класифікації S називається відношення послідовних швидкостей висхідних струменів води в класифікаторі. Коефіцієнт шкали гідравлічної класифікації пропорційний коефіцієнту рівнопадання

## Різновиди гідравлічної класифікації
Гідравлічна класифікація може бути:
- самостійною,
- допоміжною або підготовчою операцією перед відсадкою або флотацією.

Крупність матеріалу, який піддають Г.к., як правило, не перевищує 3-13 мм. Розділення матеріалу головним чином протікає у стиснених умовах при турбулентному режимі.

## Принцип процесу і реалізація
Принцип процесу гідравлічної класифікації заснований на зміні траєкторії руху зерен матеріалу під впливом гравітаційних сил, сил опору середовища руху зерен та інерційних сил. Залежно від напрямку цих сил гідравлічна класифікація може здійснюватися в горизонтальних, вертикальних і криволінійних потоках. У результаті Г.к. одержують звичайно два продукти. Продукт, що містить тонкі зерна, крупність яких не перевищує граничної, називається зливом. Крупний продукт, розмір зерен якого перевищує розмір граничного зерна, називається пісками. Розмір зерна, по якому відбувається розділення матеріалу по крупності, називається граничним.
Під граничною крупністю розуміють крупність частинок, що виділяються в продукти у рівних кількостях (по 50 %).
Г.к. застосовується для розділення зерен по граничній крупності понад 40 мкм, а знешламлювання — по зерну розміром — 10–70 мкм.
Цей процес можливий лише при розділенні сумішей, зерна яких досить однорідні за густиною і формою. У тому випадку, якщо компоненти суміші суттєво розрізняються за густиною і формою зерен, то при класифікації відбувається до деякої міри і гравітаційне збагачення.

## Теоретичні основи процесу
Детальні дослідження процесу гідравлічної класифікації проводилися багатьма вченими: Ханкоком, П. В. Лященко, Б. В. Кізевальтером, М. Д. Барським, Л. Г. Подкосовим, В. А. Олевським та ін.
Теоретичні уявлення щодо процесу гідравлічної класифікації базуються на двох основних положеннях:
- — швидкість обтікання зерна у вертикальному напрямку u в гідравлічному класифікаторі дорівнює швидкості його стисненого падіння Vст при заданому значенні розпушення пульпи (u = Vст) або при класифікації в розведених пульпах швидкості вільного падіння (u = V0);
- — швидкість руху зерна щодо нерухомих стінок класифікатора Vабс дорівнює різниці між швидкістю висхідного потоку u і швидкістю стисненого падіння Vст зерна (Vабс = u — Vст).

З цих положень випливає, що частинки з гідравлічною крупніс-тю (кінцевою швидкістю) більшою швидкості висхідного потоку Vст > u, повинні опуститися на дно і потрапити в пісковий продукт, а частинки з гідравлічною крупністю меншою швидкості висхідного потоку Vст < u, повинні бути винесені в злив. Однак це справедливо лише для руху одиночних частинок у сталому вертикальному потоці. Класифікація ж є процесом масовим, тому на практиці такого чіткого розділення немає: піскові продукти засмічені дрібними зернами, а в зливах присутні крупні зерна. Причиною невідповідності теоретичних висновків і практики є надмірне спрощення явищ, що відбуваються при класифікації. На процес класифікації впливають різні випадкові фактори:
- — постійне надходження потоку матеріалу в зону класифікації, а також стиснене розвантаження піскового продукту і пов'язані з цим зміни концентрації твердої фази, турбулентність потоку і тиск сере-довища;
- — масовий характер руху частинок різної форми і маси, а також взаємодія частинок між собою і зі стінками апарата обумовлюють ви-рівнювання швидкостей руху частинок різної крупності, утворення агрегатів зерен що рухаються як єдине ціле, рух зерен у гідродинамі-чному сліді.

Таким чином, напрямок руху кожної конкретної частинки характеризується різницею між кінцевою швидкістю її осадження і швидкістю потоку.

## Ефективність класифікації
При ідеальній роботі класифікатор повинен виділяти з вихідного матеріалу всі дрібні фракції і не допускати вилучення великих зерен у дрібний продукт. Отже, поняття ефективності класифікації повинне відбивати як кількісну характеристику процесу — ступінь вилучення дрібного класу в злив, так і якісну — гранулометричний склад зливу.

## Застосування
Як підготовчу операцію гідравлічну класифікацію застосовують на гравітаційних збагачувальних фабриках перед концентрацією на столах, відсаджувальних машинах, ґвинтових сепараторах і інш. апаратах.
Як допоміжна операція гідравлічна класифікація застосовується для виділення недостатньо подрібненої частини матеріалу (пісків).
Значно рідше при переробці багатих руд (наприклад, залізних, марганцевих) гідравлічна класифікація має самостійне значення. Виділення з цих руд глинистих частинок дозволяє одержати товарні продукти.
На збагачувальних фабриках Г.к. використовують для замикання циклу подрібнення, знешламлювання продуктів, поділу вихідного матеріалу перед збагаченням, зневоднення продуктів.
Гідравлічна класифікація застосовується для розділення зерен за граничною крупністю більш 40 мкм, а знешламлювання — по зерну розміром — 10 — 70 мкм. Верхня межа крупності матеріалу, що направляється на класифікацію, складає для руд не більше 6 мм, для вугілля — 13 мм.

## Цікаво
Гідравлічну класифікацію використовували для переробки і збагачення руд здавна. Так зокрема Георгіусом Агріколою в його відомому творі «De Re Metallica» («Про гірництво та металургію», 1556 р.) описано оригінальний метод гідравлічної класифікації:
«А чехи користуються кошиком, сплетеним з вербової лози, шириною 1½ фути і глибиною ½ фута. У кошика два вушка. Взявшись за них, кошик розгойдують і трясуть в діжці, майже до країв наповненій водою, або маленькій посудині; просів (підрешітний продукт) вигрібають і потім промивають в балії, яка ззаду трохи вище, спереду — нижче і товстіше. Балію беруть за обидва вушка і розгойдують у воді. Більш легкі частинки вихлюпуються, а ті, що важчі і містять руду, залишаються на дні.»